# يوري بوراجو
يوري ديميتريفيتش بوراجو (مواليد سنة 1936) (بالروسية: Ю́рий Дми́триевич Бура́го) هو عالم رياضيات روسي، ترتكز اهتماماته على مجالي الهندسة التفاضلية والهندسة المحدبة.

## مسيرته
درس بورجو في جامعة لينينغراد (جامعة سانت بطرسبرغ الحكومية حاليا)، حيث حصل على درجة الدكتوراه ودرجة شهادة التأهل للأستاذية. ومستشاريه هما فيكتور زالغالر وألكسندر ألكسندروف.
بوراجو هو رئيس مختبر الهندسة والطوبولوجيا التي هي جزء من قسم سانت بطرسبرغ التابع لمعهد ستيكلوف للرياضيات. شارك في تقرير لمؤسسة الولايات المتحدة للبحث والتطوير المدني للدول المستقلة في الاتحاد السوفيتي السابق.
كان مستشارا لغريغوري بيرلمان الذي حل حدسية بوانكاريه، إحدى مسائل جائزة الألفية السبعة.
ابنه دميتري بوراجو (من مواليد 1964)، وهو أستاذ الرياضيات في جامعة ولاية بنسلفانيا.

## روابط خارجية
- Burago's page on the site of Steklov Mathematical Institute
- يوري بوراجو في شجرة علماء الرياضيات
- Yuri Dmitrievich Burago[وصلة مكسورة] in the Oberwolfach Photo Collection